# Ciro Durán
Ciro Durán (Convención, Norte de Santander; 16 de diciembre de 1937-Tobia, Cundinamarca; 10 de enero de 2022) fue un cineasta, guionista y productor colombiano, con una extensa trayectoria que dio inicio en la década de 1960. Es considerado como uno de los cineastas más destacados de Colombia en el siglo XX.

## Biografía
Estudió bachillerato en el Colegio Nacional José Eusebio Caro de Ocaña. Inició estudios universitarios en Química y Matemáticas en la Universidad Nacional de Colombia en Bogotá, pero el ambiente teatral y artístico de la ciudad lo llevó eventualmente a querer dedicarse al cine y en 1959 se retira para instalarse en Caracas, Venezuela.
En Caracas, donde vivió de 1959 a 1967, estudió Cine y Teatro con el reconocido director de teatro y cineasta Román Chalbaud en la Casa Sindical del Paraíso. En ese periodo, refundó y programó el mítico cine Guaicaipuro que convirtió en sala de cine de arte y ensayo. Exhibió cintas de Fellini, Bergman, Rossi… y promocionó las películas de la Nouvelle Vague y el cine soviético, especialmente las obras de Eisenstein, Pudovkin, Dovzhenko y Kuleshov. Fue parte activa de las tertulias del bar “Sangre Azul” en donde se reunían personalidades vinculadas al cine, la literatura y la cultura de la Caracas de los 60. Fue también un gran impulsor de la organización sindical del gremio cinematográfico en Venezuela, miembro directivo del Sutic (Sindicato Único de Trabajadores de la Industria Cinematográfica), cofundador en 1971 de ACCO (Asociación Colombiana de Cinematografistas) y presidente de la Cooperativa de Películas Colombianas - Copelco. 
Su debut como director y productor fue en 1962 cuando filma el mediometraje La paga en Venezuela, basado en un guion original influenciado por el cine soviético y sus recuerdos de infancia. La paga aborda el tema de las luchas del campo venezolano y  fue denunciada por el gobierno de Betancourt como “subversiva” por tratar el tema de la explotación campesina y censurada alegando “reparos morales, antirreligiosos y políticos”, instando al Festival de Venecia a retirarla de la selección oficial por estar en “contra del orden constitucional imperante en Venezuela”. 
A raíz de esta producción, Durán fue contratado en 1968 para dirigir la coproducción colombo-venezolana Aquileo Venganza, enteramente filmada en Villa de Leyva, Colombia y alrededores. Aquileo Venganza es un western enmarcado en la Guerra de los mil días sobre el despojo de tierras. 
A partir de allí se radicó en Bogotá en donde produjo varios cortometrajes documentales galardonados internacionalmente, como Corralejas de Sincelejo y Tayrona codirigido con Joyce Ventura. Corralejas de Sincelejo (1976) hizo parte de la Selección Oficial del Festival de Cine de Londres - BFI en donde fue seleccionado como Outstanding film of the year. 
En 1970, funda en compañía de la directora Joyce Ventura -su pareja y productora y colaboradora de todas sus películas desde Aquileo Venganza-, Mario Mitrotti y Bella Ventura, la Productora Uno Ltda., con la que se desempeñó como realizador de publicidades para financiar su actividad cinematográfica.  
Después de varios años trabajando sobre el tema de la infancia abandonada, en 1978 su compañía productora estrenó Gamín en coproducción con Claude Antoine -productor de la película Antonio das Mortes del cineasta brasileño Glauber Rocha- y el apoyo del Instituto Nacional de Audiovisuales de Francia. Gamín es un largometraje documental que sigue la vida de varios menores de edad que viven en las calles de Bogotá, desde los más pequeños hasta los más adolescentes. La película fue galardonada con varios premios como el premio Donostia a mejor director en el Festival de San Sebastián, el Colón de Oro en el Festival de Cine de Huelva y fue estrenada en el Festival de cine de Cannes en la Quincena de Realizadores. Gamín permaneció en salas de cine de Colombia por más de nueve semanas y fue vista por cerca de trescientos mil espectadores, llamando la atención sobre una realidad invisibilizada. Fue distribuida en los teatros de París por la SND - Societé National de Distribuition- y exhibida en los cines Vendome y Bonaparte por más de seis meses. También fue adquirida por la BBC de Londres, por el circuito Gaumont en Alemania, por la distribuidora Vog en Bélgica y por la Televisión Sueca, entre otros.
Después de realizar Niños de dos mundos (Realizado en Alemania RDA¸ 1979) y La guerra del centavo -un segundo documental largometraje en coproducción con la Zweites Deutsches Fernsehen de Alemania- y Comment vont les enfants. Carmelo codirigido con Jean-Luc Godard, Anne-Marie Miéville, Lino Brocka, Rolan Bykov, Jerry Lewis y Euzhan Palcy, Durán se dedicó a la realización de largometrajes de ficción, incluyendo la producción de Paramount Pictures Nieve Tropical con Madeleine Stowe, David Carradine y Jsu Garcia (Nick Corri). Nieve Tropical fue también el debut cinematográfico de Tim Allen. Filmada en Bogotá y Nueva York, la postproducción lo llevó a vivir en Los Ángeles varios años en donde llevó a juicio a los productores americanos por diferencias en la edición, juicio que finalmente perdió y no se le permitió como director intervenir en su corte final. Posterior a esta experiencia, regresó a Colombia y filmó La nave de los sueños y La toma de la embajada inscrita en el cine político sobre la toma de la embajada de República Dominicana en 1980 por parte del grupo guerrillero M-19. Para estas dos últimas, diseñó e impulsó el modelo de coproducción entre países latinoamericanos conocido como G3 del Cine que coprodujo varias películas latinoamericanas.
Así mismo, ha sido jurado en varios certámenes cinematográficos como los Festivales de Cine de Leipzig 1978, Moscú 1981, Montreal 1984, siendo considerado hoy como uno de los cineastas más destacados de Colombia del siglo XX.
El 28 de enero de 1997, Durán vuelve a Convención y Ocaña tras muchos años de ausencia para presentar su película La nave de los sueños, que se proyectó en el Cine Leonelda.

## Filmografía
- 1962 - La paga
- 1968 - Aquileo Venganza
- 1976 - Corralejas de Sincelejo
- 1977 - Tayrona. Codirigido con Joyce Ventura
- 1978 - Gamín
- 1979 - Niños de dos mundos (Realizado en Alemania RDA¸ 1979)
- 1980 - Las cuatro edades del amor
- 1985 - La guerra del centavo
- 1988 - Tropical Snow
- 1990 - Comment vont les enfants. Carmelo. Codirigido con Jean-Luc Godard, Anne-Marie Miéville, Lino Brocka, Rolan Bykov, Jerry Lewis, Euzhan Palcy.
- 1996 - La nave de los sueños
- 2000 - La toma de la embajada

## Premios y distinciones
Festival Internacional de Cine de San Sebastián
| Año  | Categoría                                 | Película | Resultado |
| ---- | ----------------------------------------- | -------- | --------- |
| 1979 | Premio Donostia a los Nuevos Realizadores | Gamín    | Ganador   |